# Smithfield (Utah)

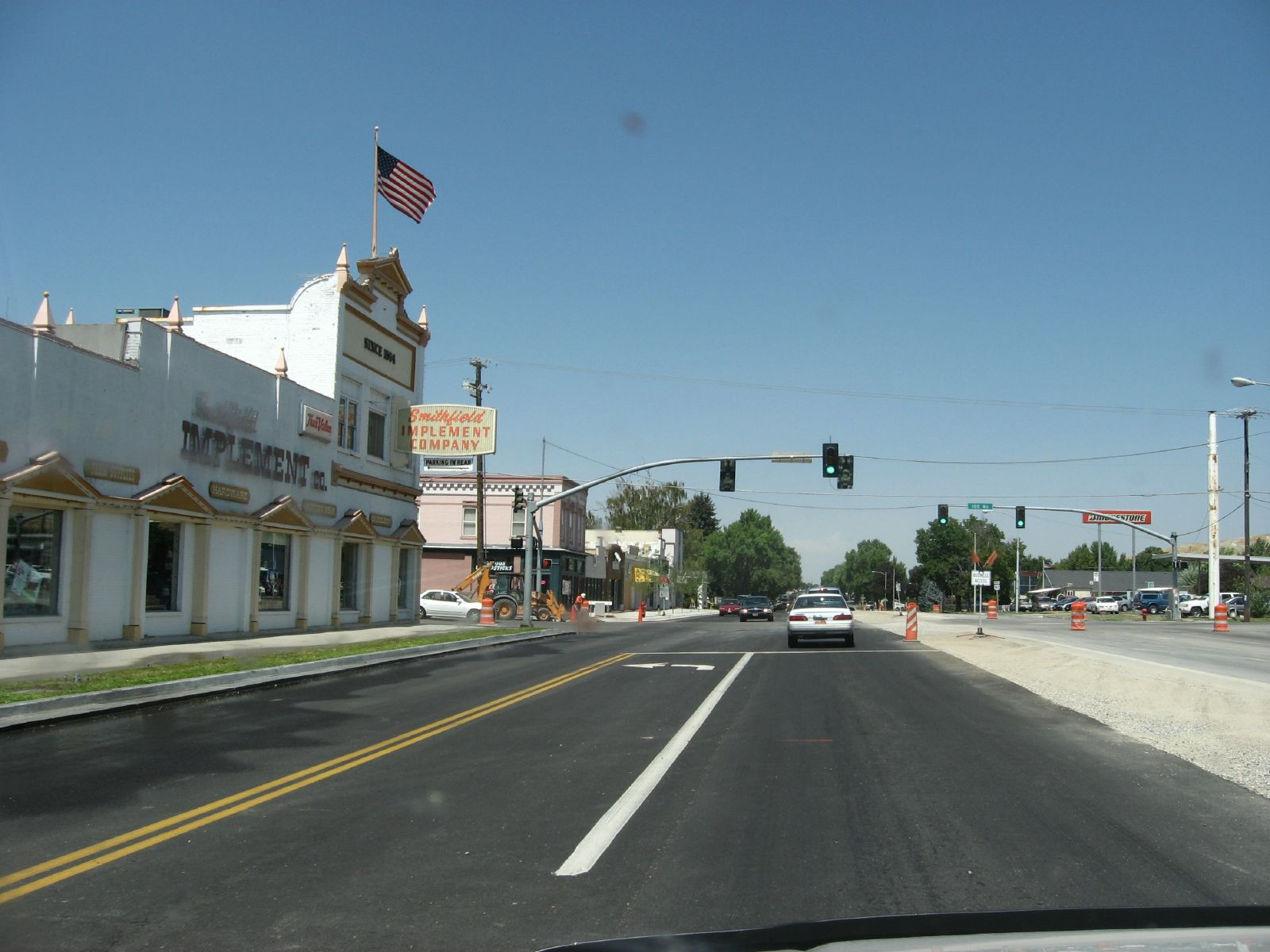
Smithfield, Utah, Estados Unidos

Smithfield es una ciudad en el condado de Cache, estado de Utah, Estados Unidos. Según el censo del año 2010 en Estados Unidos, la población en la ciudad era de 9,495, con una población estimada de 11,014 en 2014.

## Geografía
De acuerdo a la Oficina del Censo de los Estados Unidos, la ciudad tiene un total de 5 millas cuadradas (12.9 km²).